# Seznam zkratek na starých mapách

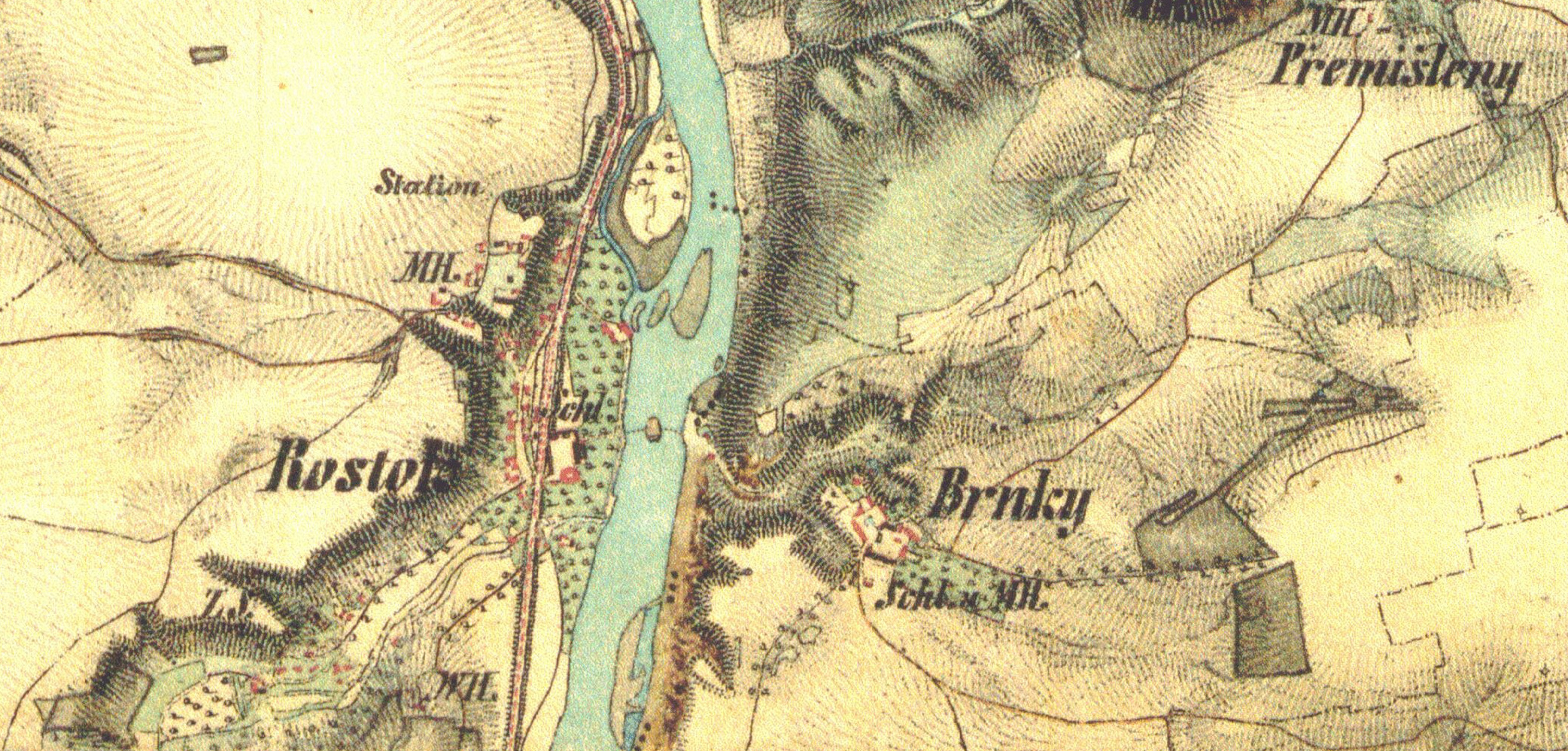
Roztoky, Brnky a Přemyšlení na mapě II. vojenského mapování - tzv. Františkova - z let 1836-1852 (měřítko 1: 28 800).
Použité zkratky:
MH - dvůr, Schl. - zámek, Z.S. - cihelna, W.H. - hostinec

Seznam zkratek, které se vyskytují na starých mapách, například na mapách druhého vojenského mapování, které jsou zobrazeny na mapách.cz jako „Historická mapa“ (nyní s označením „Z 19. století“). Krom písmenných zkratek jsou v mapách také grafické značky – například v Klaudyánově mapě (nejstarší dochovaná tištěná mapa Čech – sepsána 1516, vytištěna 1518) je pomocí značek označeno, zda se jedná o katolické město (symbol klíčů sv. Petra), nebo město podobojí (symbol kalicha). Výklad tzv. značkového klíče Müllerovy mapy Moravy je k dispozici online (zajímavostí je značení kyselých pramenů nebo poštovních cest).

## České
- asb. – asbest
- b. – bouda
- bř. – břidlice
- c. – cisterna
- cih. – cihelna
- čerp. – čerpací stanice
- hot. – hotel
- j. – jeskyně; jezero

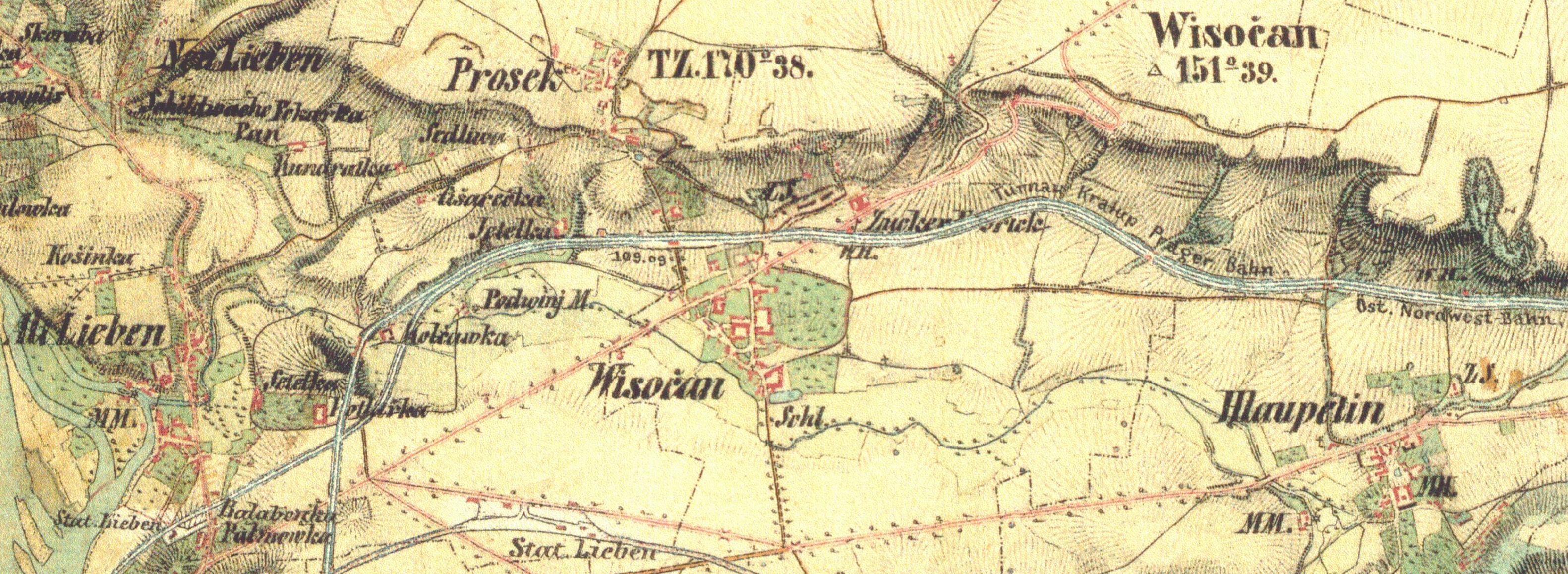
Libeň (zaniklý Šilboch jako Schildwache), Vysočany a Hloubětín na mapě II. vojenského mapování – tzv. Františkova – z let 1836-1852 (měřítko 1: 28 800) (Alt Lieben [židovská], Neu Lieben, Wisočan, Hlaupětín) (TZ – triangulační značka)

- kruh. – kruhová cihelna (kruhovka)
- pr. – průsmyk
- ps. – pusta
- st. – studna; málo vydatná studna s nebo bez vahadla[3]
- vk. – velký
- vsk. – vysoký
- zř. – zřícenina

## Německé
- A. – Acker – pole; Alpe – hola, hole = horská pastvina[4][5]
- Abl. – Ablage[6]
- B. – Brunnen – studna; málo vydatná studna s nebo bez vahadla[3]; nebo Berg – hora, vrch; nebo Bach – potok
- B.B. – Branntweinbrennerei – palírna, pálenice, destilérka
- D.H. – Dampfhammer – parní mlat
- Dkm. – Denkmal – pomník
- D.M. – Dampfmühle – parní mlýn
- El.A. – Elektricitätsanlage mit Dampf- oder Wasserbetrieb – elektrické zařízení na parní nebo vodní pohon[7]
- Err. Block – Erratischer Block – bludný balvan[6]
- Fnzw. H. – Finanzwachhaus – celní strážnice
- G. – ve složených názvech označení něčeho obecního (Gemeinde-), např. G.W.: Gemeindeweide – obecní pastvina
- H.H. – Herrenhaus – panský dům (pobočná budova vrchnostenské správy, sloužící k občasnému ubytovávání vrchnostenských úředníků apod.)
- Hm. – Hammer – hamr
- H.O. – Hochofen – vysoká pec
- Htl. – Hotel – hotel
- H.W. – Hammerwerk – hamr
- Chs. – Chausseehaus[6]
- J.H. – Jägerhaus – myslivna
- K.M. – Kunstmühle – strojní mlýn
- K.O. – Kalkofen – vápenka
- Kls. – Kloster – klášter
- L.G. – Lehmgrube – hliniště
- M.H. – Meierhof – dvůr, statek, poplužní dvůr
- M.M. – Mahlmühle – mlýn na obilí
- OED – Oede – plochy jinak nezařazené, např. pusté holé plochy, plochy dvorů, náspů železničních tratí nebo pozemky jiného, zvláštního určení[8]
- P.M. – Papiermühle – papírna
- R. – Ruine – zřícenina (malá)
- Sch., ...sch. – Schule – škola[9]
- Schl. – Schloss – zámek
- Stb. – Steinbruch – lom
- S.M. – Sägmühle – pila
- S.W. – Sägewerk – pila; Sudwerk – varna; Salzsudwerk – solivarna; Salpetersudwerk – ledkárna
- T. – Teich – rybník
- T.O. – Teerofen[6]
- TZ. – triangulační značka,[10] trigonometrický bod, geodetický bod
- Vw – Vorwerk[6]
- W. – Wald – les; Wiese – louka; Weide – pastvina
- W.H. – Wirthaus/Wirtshaus – hostinec; Wachhaus – strážnice, strážní domek (u železniční trati)
- W.W. – Waldwärter[6]
- Z.H. – Zollhaus – celnice[9]
- Z.O. – Ziegelofen – cihelna
- Z.S. – Ziegelschlag – hliniště, cihelna (?)